# Yoseikan Ryu
Yoseikan Karate (養正館空手) o Yoseikan Ryu Karate (養正館流空手) è la variante di Karate Shotokan insegnata nel dojo Yoseikan a Shizuoka, Giappone, sotto la direzione di Minoru Mochizuki (望月 稔 Mōchizuki Minoru, 1907–2003).
Minoru Mochizuki si allenò direttamente con Gichin Funakoshi, l'uomo che formalmente portò il Karate nel Giappone continentale nel 1921. Negli anni 1970, Minoru Mochizuki organizzò formalmente le sue arti in Yoseikan Budo,includendo: Karate, aikidō, judo, Tenshin Shōden Katori Shintō-ryū, jujutsu, kobudo, iaidō, kendō, jojutsu, and kempo. Nel Mondo esistono ancora un certo numero di piccole scuole che si concentrano sull'aspetto tradizionale del karete di Yoseikan, riferendosi ad esso come Yoseikan Karate, o Yoseikan Ryu Karate.

## Yoseikan Ryu Karate in Australia
Le origini dello Yoseikan Karate in Australia iniziarono nel 1968 nell'aikido. Nel 1968 Phillipe Boiron iniziò ad insegnare lo Yoseikan Aikido per Jan de Jong a Perth, Australia Occidentale. Questo portò Jan de Jong ad andare in Giappone nel 1969 per allenarsi direttamente con Minoru Mochizuki. Nel 1974, su richiesta ufficiale di Jan de Jong, Minoru Mochizuki, inviò, Yoshiaki Unno a Perth per insegnare lo Yoseikan Aikido. Lui insegnò anche: Iaidō, Kobudo e Karate. Uno dei primi studenti di Yoshiaki Unno fu Branco Bratich. Branco (un 8º Dan), oggi sotto la Teruo Sano's Yoseikan Ryu Karate International, fu il responsabile per la diffusione dello Yoseikan Karate attraverso l'Australia, iniziando con il suo primo club nel 1978.